# Deixa Rolar (EP)
Deixa Rolar é um EP da cantora de pop rock Bruna Rocha. Lançado no dia 20 de março de 2014. No dia 20 de março de 2014, Bruna sai na frente das outras integrantes do grupo Girls, e lança seu primeiro EP solo.O material é divulgado menos de dois meses após o anúncio do fim do grupo Girls. Segundo Bruna contou em entrevista ao POPLine, agilizou a produção das faixas para aproveitar a visibilidade conquistada com o projeto anterior.
No dia 17 de julho de 2014, Bruna lançou o clipe da música 'Deixa rolar', principal faixa de seu EP. Seguindo o estilo festeiro, Bruna aparece curtindo em uma grande comemoração cheia de amigos.

## Faixas
1. "Deixa Rolar"
2. "Te Ver Sorrir"
3. "Outra Vez"
4. "Um Pouco Mais"
5. "Seu Lugar"